# Pierphulia nysias
Pierphulia nysias är en fjärilsart som först beskrevs av Gustav Weymer 1890.  Pierphulia nysias ingår i släktet Pierphulia och familjen vitfjärilar. Inga underarter finns listade i Catalogue of Life.

## Bildgalleri

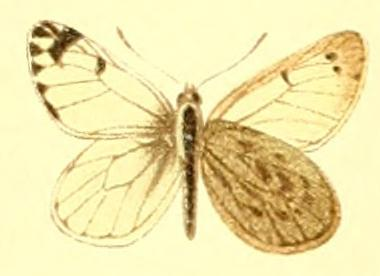
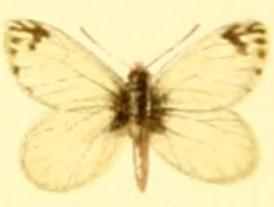